# Iole cacharensis
El bulbul de Cachar (Iole cacharensis) es una especie de ave paseriforme de la familia Pycnonotidae propia del noreste del subcontinente indio (noreste de la India y este de Bangladés). Hasta 2017 se consideraba una subespecie del bulbul verdoso.